# Michaela Čobejová
Michaela Čobejová (* 16. červen 1970, Trnava) je slovenská herečka. Po přestěhování do Bratislavy téměř pět let účinkovala v Dětské rozhlasové dramatické družině. V roce 1988 začala studovat herectví na Vysoké škole múzických umění. Během studia hostovala v Divadle Nová scéna v inscenaci Kto sa bojí Virginie Woolfovej?. Po skončení studia, v roce 1992 přijala angažmá v Činohře Slovenského národního divadla. Kromě divadla, televizních inscenací, filmů a dabingu se věnuje i vydavatelské a producentské činnosti.
Mezi nejdůležitější inscenace, v nichž hrála, patří: muzikál Ernesta Brylla a Katarzyny Gärtnerové Na skle maľované, kde ztvárnila roli Anděla, hry polských dramatiků Janusze Głowacka Štvrtá sestra (Káťa) a Slawomira Mroźeka Tango (Ala), Goldoniho komedie Čertice (Orsetti) a hra Franze Wedekinda Lulu (Lulu). V bratislavském Městském divadle nastudovala hru Posadnutí láskou v režii Ingrid Timkové.
S manželem Ivanem má dceru Ivanu a Tonku.
V roce 2012 se rozhodla skončit s herectvím.

## Filmografie
- 2018: ...Pani dokonalá
- 1995: ...kone na betóne (Pavlínka)